# Doppelspaltexperiment

Doppelspaltexperiment

Beim Doppelspaltexperiment treten kohärente Wellen, zum Beispiel Licht- oder Materiewellen, durch zwei schmale, parallele Spalte und werden auf einem Beobachtungsschirm aufgefangen, dessen Distanz zum Doppelspalt sehr viel größer ist als der Abstand der beiden Spalte. Durch Beugung der Wellenausbreitung am Doppelspalt entsteht ein Interferenzmuster. Bei Wellen mit einheitlicher Wellenlänge, z. B. beim monochromatischen Licht eines Lasers, besteht das Muster auf dem Schirm aus abwechselnd hellen und dunklen Streifen (Maxima bzw. Minima), wenn der Abstand der beiden Spalte  nicht kleiner ist als die Wellenlänge.
Das Experiment gehört zu den Schlüsselexperimenten der Physik. Thomas Young führte es als erster mit Licht durch und publizierte seine Ergebnisse 1803. Es führte zur Anerkennung der Wellentheorie des Lichts gegenüber der damals noch vorherrschenden Korpuskeltheorie. In der Quantenphysik dient das Doppelspaltexperiment häufig dazu, den Welle-Teilchen-Dualismus zu demonstrieren. Es wurde nicht nur mit Licht, sondern auch mit Elementarteilchen, Atomen  und Molekülen durchgeführt. Die auch dabei auftretenden Interferenzmuster belegen, dass materielle Körper ebenfalls Welleneigenschaften haben. Die Wellenlänge dieser Materiewellen ist die De-Broglie-Wellenlänge.

## Geschichte

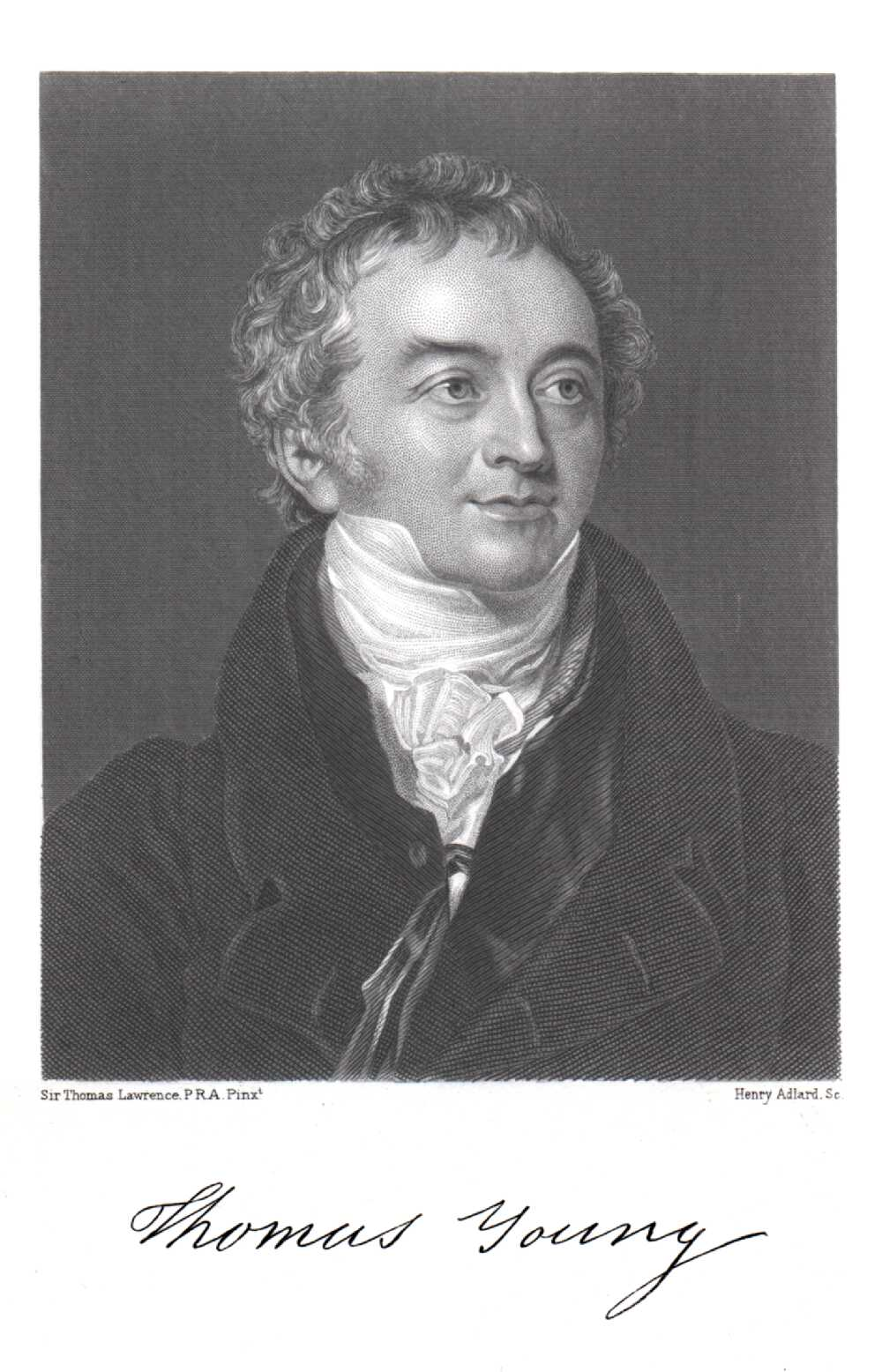
Thomas Young

Thomas Young führte das Experiment in den Jahren von 1801 bis 1803 durch, um die Wellennatur des Lichtes zu beweisen. Dabei verwendete Young noch nicht den klassischen Doppelspalt, sondern Pappkarten, mit denen er einen Lichtstrahl teilte. Young erwähnte in seinem  Werk frühere Experimente zur Natur des Lichts von Francesco Maria Grimaldi, der schon 1665 den Begriff der Diffraktion (Beugung) einführte.
Das Doppelspaltexperiment mit Elektronen wurde 1961 durch Claus Jönsson durchgeführt. Mit ganzen Atomen gelang es 1990 Jürgen Mlynek und Olivier Carnal, mit großen Molekülen wie z. B. C60 (Buckyballs) im Jahr 2003 Nairz et al.

## Das Experiment in der Lehre
Bei der Vermittlung von Wellenphänomenen im Physikunterricht hat das Doppelspaltexperiment einen festen Platz. Schon mit einfacher Geometrie und Algebra kann hierbei das Zustandekommen der Interferenzstreifen und deren Stärke erläutert werden. In den Lehrbüchern von Robert Wichard Pohl werden ausführliche Demonstrationsexperimente zur Veranschaulichung der Interferenzen mit Wasserwellen in einem Wellentrog beschrieben. Solche Demonstrationen werden auch per Video präsentiert, beispielsweise von der ETH Zürich. Die Beugung von Licht am Doppelspalt ist ein Standardversuch in Physik-Praktika.
In einigen Lehrbüchern, wie etwa Feynman-Vorlesungen über Physik, stehen Gedankenexperimente mit dem Doppelspalt an prominenter Stelle als Einstieg in die Quantenphysik. Nach Feynman trägt der Doppelspaltversuch „das Herz der Quantenmechanik“ in sich; „Er enthält das einzige Geheimnis“. In diesen Lehrbüchern wird mit dem Doppelspalt anschaulich erklärt, wie in der Mikrophysik sowohl die Methoden der Wellentheorie als auch die Teilchentheorie genutzt werden müssen, um die Bewegung von einzelnen Elektronen und Atomen und ihr jedes Mal punktförmiges Signal auf dem Schirm zu beschreiben, und dass keine der beiden Theorien alleine die Beobachtungen erklären kann. Die konkrete Durchführung von Experimenten zur Beugung von Materiewellen an einem Doppelspalt ist allerdings aufwendig und schwierig, da die Wellenlänge von Mikroteilchen von subatomarer Größe ist. Bei dem Doppelspaltexperiment mit Elektronenwellen von C. Jönsson war die Wellenlänge 5 pm, also etwa 100-mal kleiner als die typische Ausdehnung eines Atoms.

## Experimentelle Beobachtung

Interferenzmuster eines Doppelspaltexperiments mit wachsender Anzahl N der am Schirm angekommenen Elektronen: b:N= 200, c:N= 6 000, d:N= 40 000, e:N= 140 000 Elektronen

- Die beiden interferierenden Wellen müssen eine feste Phasenbeziehung zueinander haben, damit Interferenzstreifen beobachtet werden können. Ausreichende räumliche Kohärenz ist gegeben, wenn die Breite der Quelle (bei Young ein Eintrittsspalt) aus Sicht des Doppelspaltes nicht aufgelöst werden kann (siehe Rayleigh-Kriterium). Die Anforderung an die zeitliche Kohärenz hängt davon ab, wie viele Streifen man neben dem zentralen Streifen erkennen will.
- Eine Ergänzung der Apparatur, deren Messergebnis die Information ist, durch welchen der beiden Spalte ein Teilchen den Detektor erreicht hat („Welcher-Weg“-Experiment), bewirkt unvermeidlich, dass die Interferenzstreifen verschwinden. (Bei Photonen kann die Welcher-Weg-Information auch einfach durch Polarisationsfilter realisiert sein. Platziert man vor (oder hinter) einem Spalt einen Filter mit einer bestimmten Polarisationsebene und bei dem anderen Spalt genauso eins mit dazu orthogonaler Polarisationsebene, so entscheidet die Polarisation des Photons darüber, welchen Weg das Photon nimmt. In diesem Fall tritt keine Interferenz am Schirm auf.) Die Auslöschung der Interferenz gilt auch dann, wenn die Messergebnisse dieser Zusatzapparatur unberücksichtigt bleiben, weil sie z. B. gar nicht abgelesen werden; es genügt schon die physikalische Möglichkeit dazu. Umgekehrt zeigen Aufbauten, bei denen es physikalisch unmöglich ist herauszufinden, welcher Spalt genommen wurde, immer ein Interferenzmuster.
- Die beiden vorhergehenden Aussagen gelten selbst dann, wenn die Entscheidung, ob die Information über den Weg eines Teilchens durch ein Messergebnis festgehalten wird, erst getroffen wird, nachdem es die Spalte passiert hat. Die Entscheidung, den Weg nicht zu ermitteln, führt dann dazu, dass auf dem Schirm das Interferenzmuster beobachtet wird. Das kann man so deuten, dass die schon gewonnene Information über den genommenen Weg nachträglich gelöscht („ausradiert“) wird. Daher wird ein solcher Aufbau Quantenradierer genannt.
- Das Interferenzmuster hängt nicht von der Anzahl der beteiligten Teilchen oder dem gleichzeitigen Durchtritt durch den Doppelspalt ab. Bei niedrigerer Intensität baut sich das Interferenzmuster lediglich langsamer beim Detektor auf, bleibt aber in der Gestalt gleich. Das passiert selbst dann, wenn sich zu jedem Zeitpunkt höchstens ein Teilchen zwischen Quelle und Detektor befindet. Daher muss auch die Verteilung der Wahrscheinlichkeit des Ankommens an den Positionen auf dem Detektor bei jedem einzelnen Durchflug entstehen. Dieses Phänomen lässt sich als Interferenz der Teilchen mit sich selbst umschreiben.[17]

## Berechnung des Interferenzmusters

Schematische Darstellung des Doppelspaltexperiments

Der folgende Abschnitt geht von einem senkrechten Einfall einer ebenen Welle der Wellenlänge {\displaystyle \lambda } auf einen Doppelspalt mit Spaltbreite {\displaystyle b} und Spaltmittenabstand {\displaystyle a} aus. In der Spaltebene sind die Phasen noch im Gleichtakt, Phasenunterschiede, die den Interferenzeffekt ausmachen, ergeben sich erst durch die Abstände {\displaystyle s} von Punkten in den Spaltöffnungen zum Beobachtungspunkt (rote Linien). Der Abstand {\displaystyle d} des Schirms soll groß sein, {\displaystyle d\gg {\tfrac {a^{2}}{\lambda }}}, Fernfeldnäherung.

### Orte der Minima und Maxima durch Interferenz der Wellen aus den beiden Spalten
Ein Minimum der Intensität findet man für solche Orte, wo der Gangunterschied {\displaystyle \Delta s} von den Spaltmitten aus ein ungerades Vielfaches der halben Wellenlänge beträgt, also {\displaystyle \Delta s=\left(\pm {\tfrac {1}{2}},\,\pm {\tfrac {3}{2}},\,\pm {\tfrac {5}{2}},\,\dots \right)\cdot \lambda }. Dann sind die beiden Teilwellen gegenphasig und löschen sich aus. Das gilt auch für den Fall, dass die Breite der Spaltöffnungen nicht klein gegenüber der Wellenlänge ist. Dann variiert zwar {\displaystyle s} merklich mit der Lage des Punktes innerhalb der Spaltbreite, aber zu jedem Punkt in dem einen Spalt gibt es im Abstand {\displaystyle a} einen Punkt im anderen Spalt, von dem aus die Welle gegenphasig ankommt.
Maxima befinden sich etwa mittig zwischen den Minimumstellen, wo mit {\displaystyle \Delta s=\left(0,\,\pm 1,\,\pm 2,\,\dots \pm n\right)\cdot \lambda } konstruktive Interferenz gegeben ist. Für höhere Beugungsordnungen {\displaystyle n} nehmen die Maximalintensitäten ab, denn die konstruktive Interferenz gilt zwar paarweise für Punkte in beiden Spalten, aber nicht für die Variation der Punktposition innerhalb des Spaltes (s. u.).
Für den Zusammenhang zwischen dem Gangunterschied {\displaystyle \Delta s} und der Position {\displaystyle x} auf dem Schirm liest man aus der Zeichnung ab:
{\displaystyle \arcsin {\frac {\Delta s}{a}}=\arctan {\frac {x}{d}}}
also für kleine Winkel ungefähr
{\displaystyle {\frac {\Delta s}{a}}={\frac {x}{d}}\,.}
Damit beträgt die Periode des Streifenmusters {\displaystyle \lambda \cdot {\frac {d}{a}}}, wenn der Schirmabstand groß gegenüber dem Spaltabstand ist.

### Das Interferenzmuster

Intensitätsverteilung hinter einem Doppelspalt (rot). Die Einhüllende (grau) ist das Beugungsbild, wenn nur einer der beiden Einzelspalte offen ist.

Allerdings hat bereits jeder der beiden Einzelspalte ein Beugungsmuster, da für bestimmte Winkel {\displaystyle \alpha } sich z. B. die Wellen aus der oberen und der unteren Hälfte des Einzelspalts der Breite {\displaystyle b} gerade aufheben. Die Intensität des Doppelspaltes ist daher das Produkt zweier Intensitäten: der Beugung am Einzelspalt der Breite {\displaystyle b} und der von zwei punktförmigen Quellen im Abstand {\displaystyle a}:
{\displaystyle I(\alpha )=I_{0}\left({\frac {\sin \gamma }{\gamma }}\right)^{2}\cos ^{2}\delta }
wobei {\displaystyle \gamma ={\frac {k}{2}}b\sin \alpha } der Phasenunterschied der Wellen vom oberen bzw. unterem Rand je eines Spaltes ist, und {\displaystyle \delta ={\frac {k}{2}}a\sin \alpha } der Phasenunterschied zwischen den beiden Teilwellen aus beiden Spalten.
Dabei ist {\displaystyle \alpha } der Beobachtungswinkel, {\displaystyle b} die Spaltbreite, {\displaystyle a} der Spaltabstand, {\displaystyle k=2\pi /\lambda } die Wellenzahl.

### Einfluss von Spaltgeometrie und Wellenlänge
Setzt man die Ausdrücke für {\displaystyle \gamma } und {\displaystyle \delta } in die Gleichung des Interferenzmusters ein, so werden die Einflüsse von Spaltgeometrie und Wellenlänge des einfallenden Lichtes auf das Aussehen des Interferenzmusters deutlich:
{\displaystyle I(\alpha )=I_{0}\cdot \left({\frac {\sin \left({\frac {k}{2}}b\sin \alpha \right)}{{\frac {k}{2}}b\sin \alpha }}\right)^{\!2}\cdot \cos ^{2}\left({\frac {k}{2}}a\sin \alpha \right)}
mit {\displaystyle k=2\pi /\lambda }.
- Eine Änderung der Spaltbreite {\displaystyle b} führt zu einer Änderung der Lage der Extrema des Einfachspaltes, dessen Intensitätsverteilung (im Bild grau) die Hüllkurve der Intensitätsverteilung des Doppelspalts bildet (im Bild rot)

→ Je breiter der Spalt, desto enger wird die Hüllkurve
- Eine Änderung des Spaltabstandes {\displaystyle a} führt zu einer Änderung der Lage der Extrema des Doppelspalts innerhalb der konstant bleibenden Hüllkurve

→ Je größer der Spaltabstand, desto enger liegen die Extrema des Doppelspalts beieinander
- Eine Änderung der Wellenlänge {\displaystyle \lambda } wirkt sich sowohl auf die Hüllkurve als auch auf die Intensitätsverteilung des Doppelspalts aus

→ Je größer die Wellenlänge, desto breiter werden Hüllkurve und die Interferenzabstände des Doppelspalts